# Sabelnäbbad trädklättrare
Sabelnäbbad trädklättrare (Drymornis bridgesii) är en fågel i familjen ugnfåglar inom ordningen tättingar.

## Utseende och läte
Sabelnäbbad trädklättrare är en stor och omisskännlig trädklättrare med lång och nedåtböjd näbb och kraftigt streckad undersida. På huvudet syns tydligt vita ögonbrynsstreck och mustaschstreck. Sången består av en mycket snabb och varierad serie visslingar.

## Utbredning och systematik
Fågeln förekommer från södra Bolivia till centrala Argentina, Uruguay, västra Paraguay och sydvästra Brasilien. Den placeras som enda art i släktet Drymornis och behandlas som monotypisk, det vill säga att den inte delas in i några underarter.

## Levnadssätt
Sabelnäbbad trädklättrare hittas i öppet skogslandskap och buskmarker. Den födosöker olikt andra trädklättrare mest på marken, men kan också ses krypa på stammar likt en hackspett.

## Status
Arten har ett stort utbredningsområde och beståndet anses stabilt. Internationella naturvårdsunionen IUCN listar den därför som livskraftig (LC).